# Cabana d'era de l'Arimany
La Cabana d'era de l'Arimany és una cabana de l'Esquirol (Osona) inclosa a l'Inventari del Patrimoni Arquitectònic de Catalunya.

## Descripció
Cabana de planta rectangular (9 x 7 m), coberta a tres vessants i amb el carener perpendicular a la façana situada a ponent. La tercera vessant desguassa a Est. Per aquesta façana està adossada a un gran cos de corts de totxo. El pilar central està desplaçat cap a l'interior de la cabana i sosté el carener a través d'una biga de fusta. Sobre ell s'aguanten dos cavalls que sostenen la tercera vessant. La façana Nord i Est presenten dos portals. El pilar central està datat (1728).

## Història
Cabana relacionada amb l'Arimany.
La trobem registrada als fogatges de les "Parròquies del terme de Corcó, St. Jolia de Cabrera, St. Llorens Dosmunts, St. Bartomeu Sagorga, St. Vicens de Casserres y St. Martí Çescorts, fogajat a 11 d'octubre 1553 per Bartomeu Bertrana balle com apar en cartes 241", on consta un tal "Pere Arimany".